# Crack a Bottle
"Crack a Bottle" é uma canção de hip hop do rapper americano Eminem em parceria com Dr. Dre e 50 Cent. "Crack a Bottle" foi produzida por Dr. Dre, e foi lançada em fevereiro de 2009 pela Interscope Records, como o primeiro single do álbum Relapse.
A canção foi baixada incompleta no final do ano de 2008, mas isso não impediu seu grande êxito comercial após o lançamento na América do Norte. "Crack a Bottle" se posicionou instantâneamente na primeira posição nos gráficos musicais de singles do Canadá e dos Estados Unidos, neste último, registrou vendas recordes em sua primeira semana oficial no país.

## Lista de faixas
CD single promocional
1. "Crack a Bottle" (limpa) – 5:16
2. "Crack a Bottle" (suja) – 5:16
3. "Crack a Bottle" (instrumental) – 5:16
4. "Crack a Bottle" (limpa com intro) – 5:16
5. "Crack a Bottle" (suja com intro) – 5:16
6. "Crack a Bottle" (limpa DJ Grind remix) – 5:16
7. "Crack a Bottle" (suja DJ Grind remix) – 5:16

Vinil 12" promocional
1. "Crack a Bottle" (limpa) – 5:16
2. "Crack a Bottle" (instrumental) – 5:15
3. "Crack a Bottle" (super limpa) – 5:16
4. "Crack a Bottle" (super limpa curta) – 4:38
5. "Crack a Bottle" (álbum) – 5:15
6. "Crack a Bottle" (suja curta) – 4:38
7. "Crack a Bottle" (instrumental) – 5:15

## Posições nas tabelas
| Parada musical (2009)           | Melhor posição |
| ------------------------------- | -------------- |
| ARIA Charts                     | 18             |
| Ö3 Austria Top 40               | 41             |
| Ultratop 50 (Flanders)          | 39             |
| Canadian Hot 100                | 1              |
| Tracklisten                     | 28             |
| Irish Singles Chart             | 6              |
| RIANZ                           | 6              |
| VG-lista                        | 5              |
| Single Top 100                  | 54             |
| UK Singles Chart                | 4              |
| UK R&B Chart                    | 1              |
| Sverigetopplistan               | 9              |
| Swiss Music Charts              | 4              |
| Türkiye Top 20                  | 4              |
| Billboard Hot 100               | 1              |
| Billboard Hot R&B/Hip-Hop Songs | 60             |
| Billboard Hot Rap Tracks        | 4              |
| Billboard Pop 100               | 1              |